# Winkel-Segge
Die Winkel-Segge (Carex remota), auch Lockerährige Segge oder Entferntährige Wald-Segge genannt, ist eine Pflanzenart aus der Gattung Seggen (Carex) innerhalb der Familie der Sauergrasgewächse (Cyperaceae). Sie ist in Eurasien weitverbreitet.

## Beschreibung

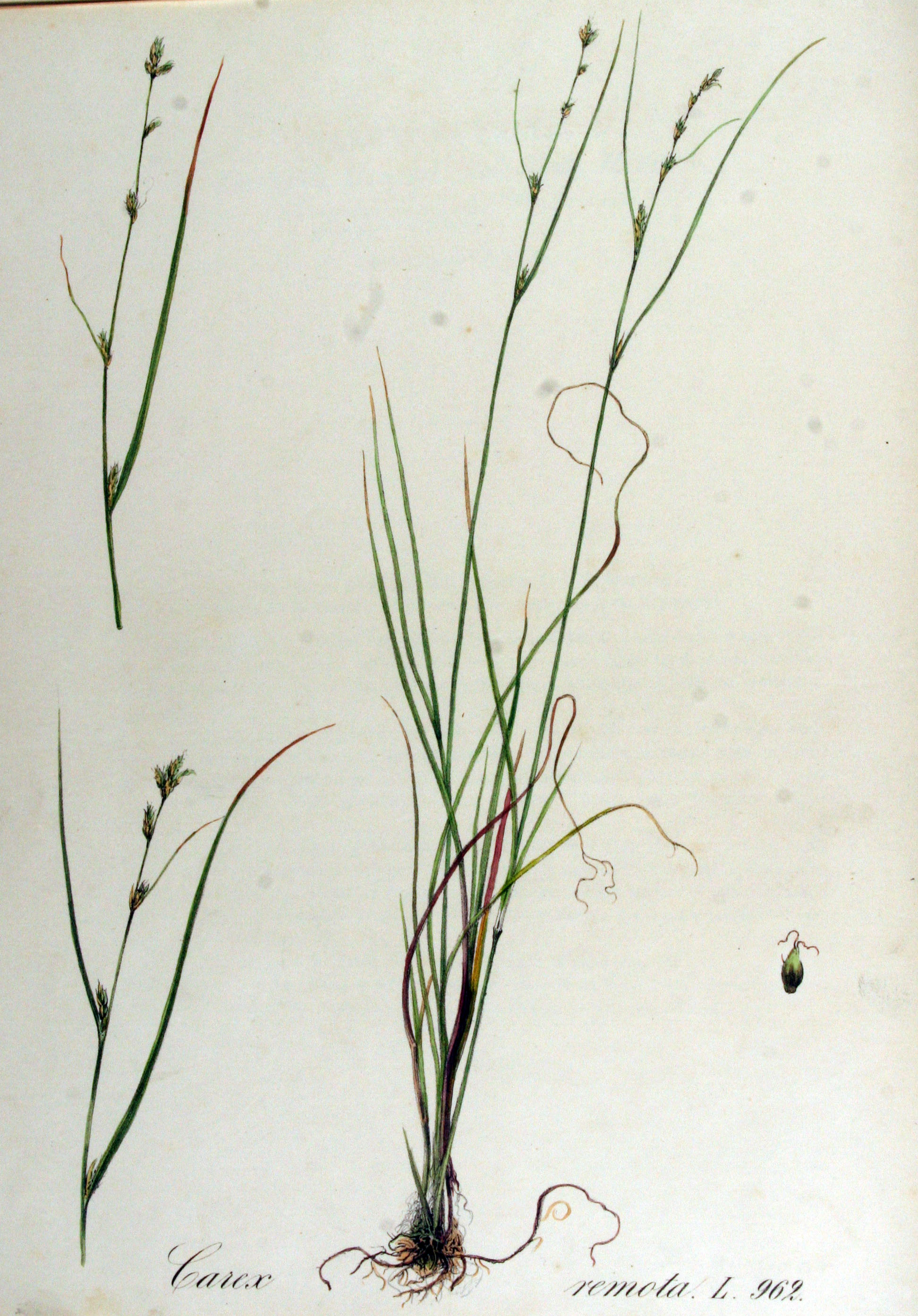
Illustration aus Flora Batava, Volume 13

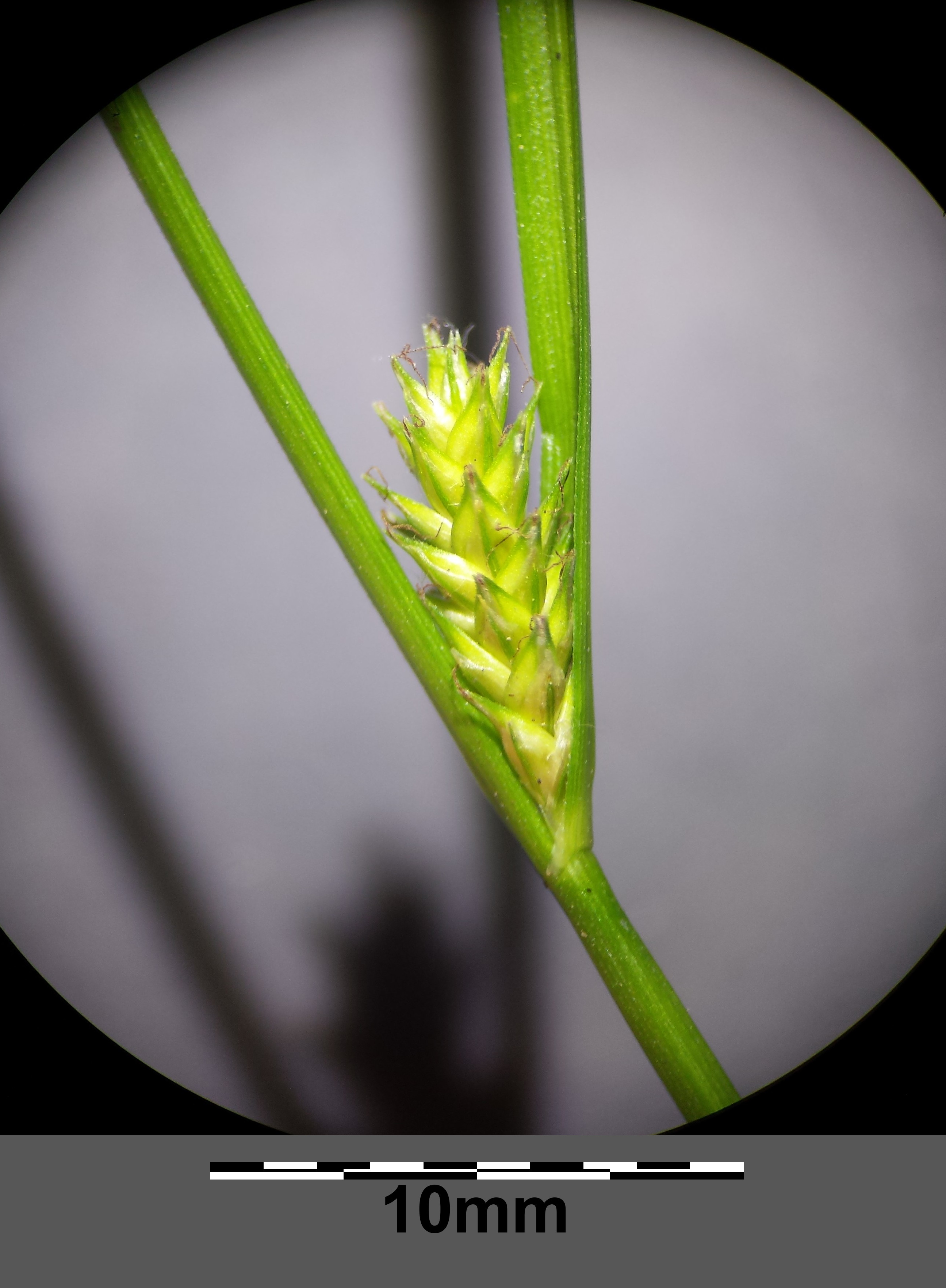
Stängel mit Tragblatt und Ähre

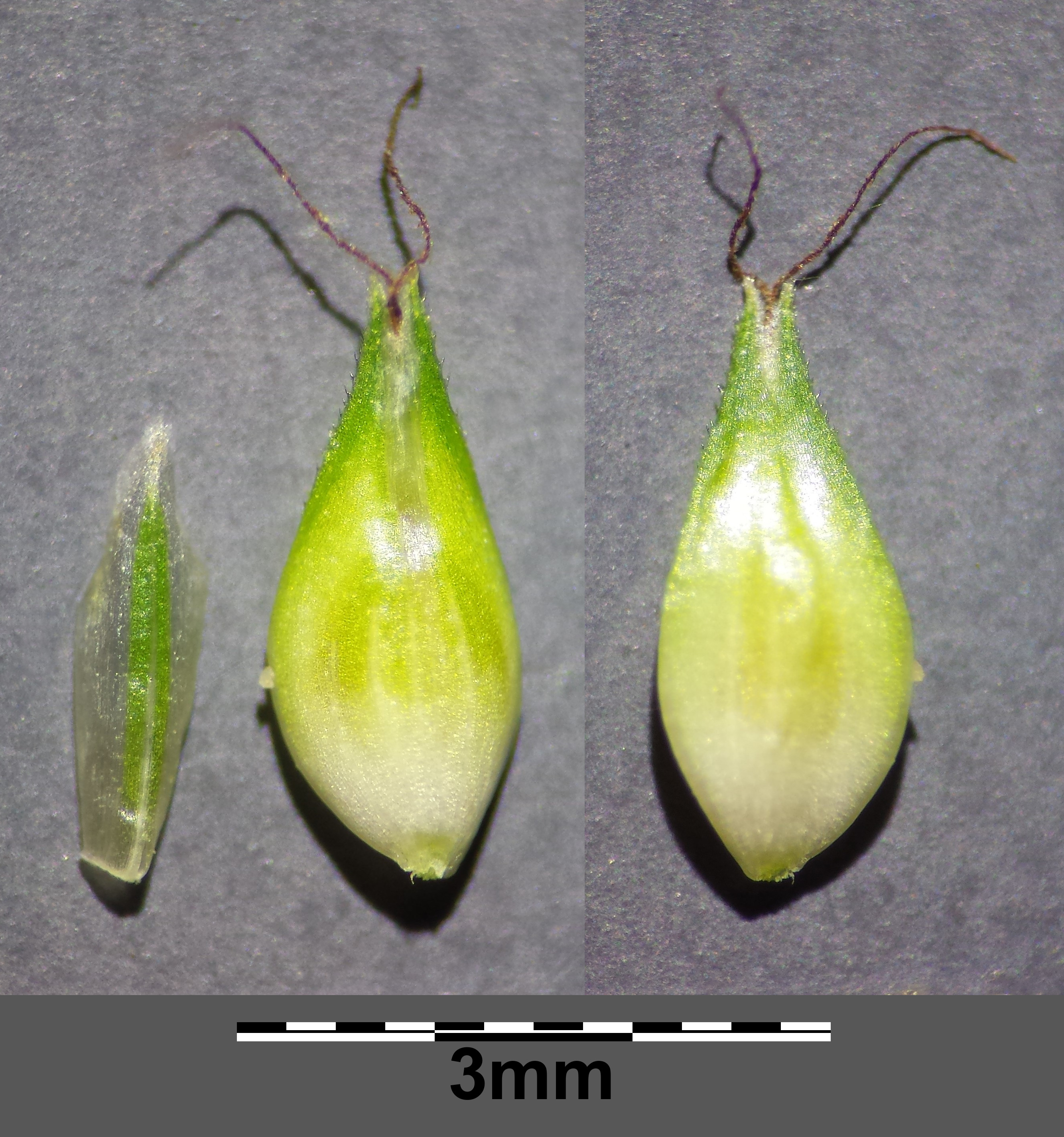
Deckblatt und Schlauch

### Vegetative Merkmale
Die Winkel-Segge ist eine wintergrüne, ausdauernde krautige Pflanze, die Wuchshöhen von 20 bis 60, selten bis zu 100 Zentimetern erreicht. Sie bildet keine Ausläufer aus, aber kleine bis mittelgroße Horste. Ihr Stängel ist bis oben hin beblättert, relativ schlaff und zart und bei Reife oft überhängend und wird unten durch lange Scheiden zusammengehalten; er ist 1 bis 1,5 Millimeter dick, ziemlich scharf-dreikantig und nur unter dem Blütenstand rau. Die oberen Spreiten bilden daher eine gestielte Rosette mit am Grund fühlbaren Knoten. Die hellgrünen Laubblätter sind 1 bis 2 Millimeter breit, rinnig oder einfach gefaltet und in eine undeutliche lange dreikantige Spitze auslaufend. Sie besitzen an der Basis flachbogige Blatthäutchen.

### Generative Merkmale
Die Blütezeit reicht von Mai bis Juli. Der ährige Blütenstand enthält sechs bis neun Ährchen und ist 10 bis 20 Zentimeter lang. Die Ährchen sind bei einer Länge von 4 bis 10 Millimetern sowie einem Durchmesser von bis zu 5 Millimetern länglich-eiförmig bis ellipsoidisch und stehen am oberen Ende des Blütenstandes ziemlich dicht beieinander, sind jedoch nach unten hin bis zu 7 Zentimeter voneinander entfernt. Im Gegensatz zu einigen anderen Seggen-Arten befinden sich bei der Winkel-Segge die weiblichen Blüten am oberen Ende des Ährchens und die männlichen am Grund. Die langen Hüllblätter der Ährchen überragen diese weit und sind laubblattartig. Die Tragblätter sind weißlich. Jedes Ährchen enthält aufrechte, ungeflügelte, gelb-grüne Schläuche (Utriculi), die 2,5 bis 3,5 Millimeter lang sowie 1,5 Millimeter breit sind. Die Schläuche sind an der Innenseite flach und an der Außenseite gewölbt, daher erscheinen sie länglich-eiförmig: sie sind allmählich in den breiten kurzen, an den Rändern rauen zweizähnigen Schnabel verschmälert. Jeder Schlauch umschließt zwei Narben.
Die Chromosomenzahl beträgt 2n = 62.

## Ökologie
Bei der Winkel-Segge handelt es sich um einen Hemikryptophyten. Sie vermehrt sich auch vegetativ mit Hilfe ihres Rhizoms. Sie gehört zu den horstbildenden Seggen.
Die Bestäubung erfolgt durch den Wind (Anemophilie). Die schwimmfähigen Diasporen werden durch das Wasser (Hydrochorie) oder durch den Wind ausgebreitet (Anemochorie).

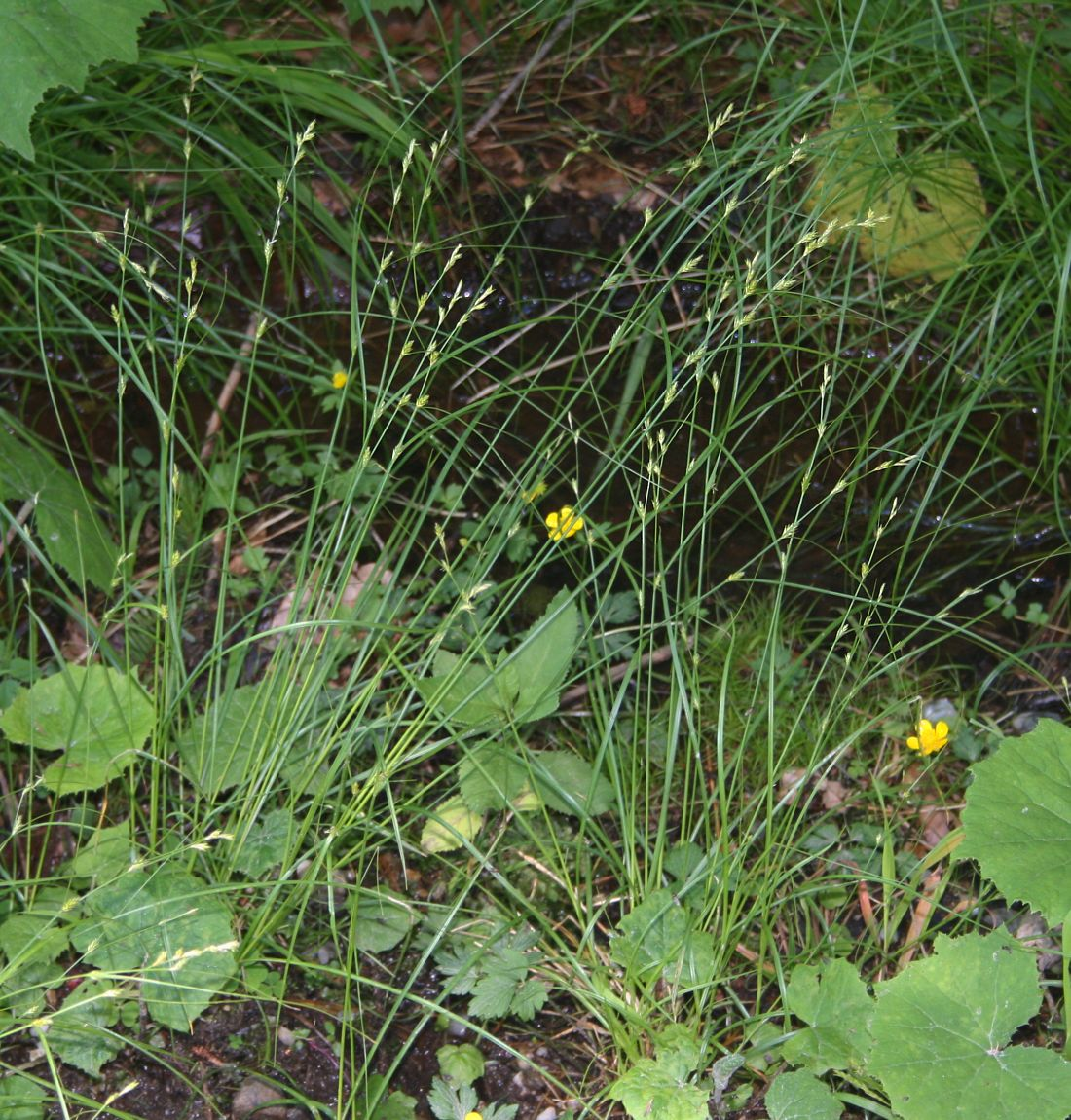
Bestand

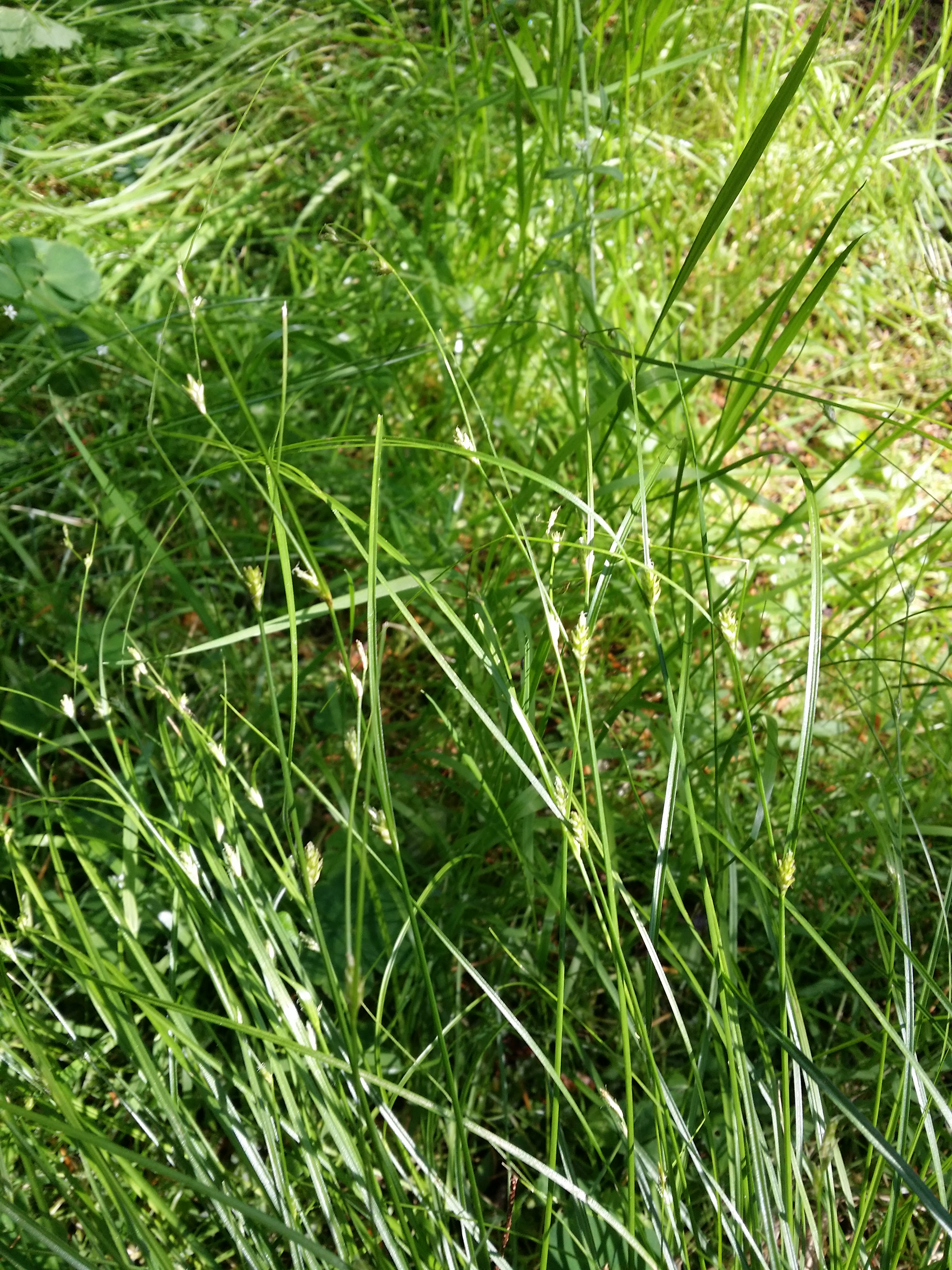
Habitus

## Vorkommen
Die Winkel-Segge kommt in Europa und in weiten Teilen Asiens bis Japan und Malesien vor. Außerdem besitzt sie Vorkommen in Nordafrika. Sie kommt fast in ganz Europa vor und ist in Deutschland bis auf das Mitteldeutsche Trockengebiet häufig. Sie fehlt in Europa nur in Island und in Nordmazedonien.
Sie ist ein typisches Florenelement der feuchten Waldränder. Sie siedelt an schattigen Ufern von Gewässern und Mooren, in feuchten Eschen- oder Erlenbruchwäldern, in feuchten Buchenmischwäldern und seltener an Waldwegen. Sie ist ein Gley- oder Pseudogleyzeiger.
Sie ist in Mitteleuropa eine Charakterart des Carici-remotae-Fraxinetum aus dem Verband des Alno-Ulmion. Sie kommt aber auch in anderen Pflanzengesellschaften der Verbände Alno-Ulmion, Fagion, Carpinion oder Cardamino-Montion vor.
In den Allgäuer Alpen steigt sie an der Reuterwanne bei Wertach in Bayern bis in eine Höhenlage von 1300 Meter auf. Auch in Graubünden erreicht sie eine Höhenlage von 1300 Meter.
Die ökologischen Zeigerwerte nach Landolt et al. 2010 sind in der Schweiz: Feuchtezahl F = 4w+ (sehr feucht aber stark wechselnd), Lichtzahl L = 2 (schattig), Reaktionszahl R = 3 (schwach sauer bis neutral), Temperaturzahl T = 3+ (unter-montan und ober-kollin), Nährstoffzahl N = 3 (mäßig nährstoffarm bis mäßig nährstoffreich), Kontinentalitätszahl K = 2 (subozeanisch).

## Taxonomie und Systematik
Die Erstveröffentlichung von Carex remota erfolgte 1754 durch Carl von Linné in Flora Anglica ..., S. 24.
Je nach Autor gibt es Unterarten oder Varietäten:
- Carex remota L. subsp. remota (Syn.: Carex axillaris L., Carex hailstonei S.Gibson, Carex remota subsp. axillaris (L.) K.Richt., Carex remota var. axillaris (L.) Gray, Carex remota var. brunnescens Podp., Carex remota var. repens Brittinger ex Rchb., Carex remota var. subloliacea (Schur) Kük., Vignea axillaris (L.) Rchb., Vignea remota var. subloliacea Schur): Sie kommt in Nordafrika und von Europa bis zum westlichen Himalaja vor.[6]
- Carex remota subsp. stewartii Kukkonen: Sie kommt im östlichen Afghanistan, in Pakistan sowie im Himalaja vor.[6]